# زیست‌تابی

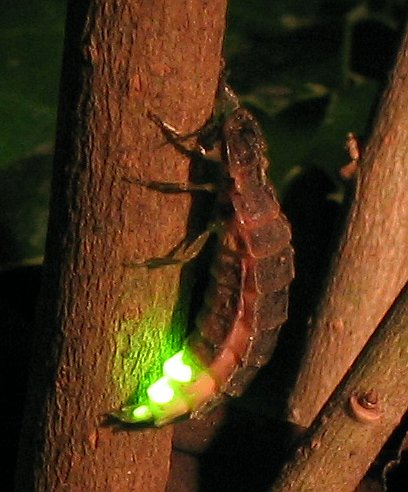
کرم شب‌تاب ماده.

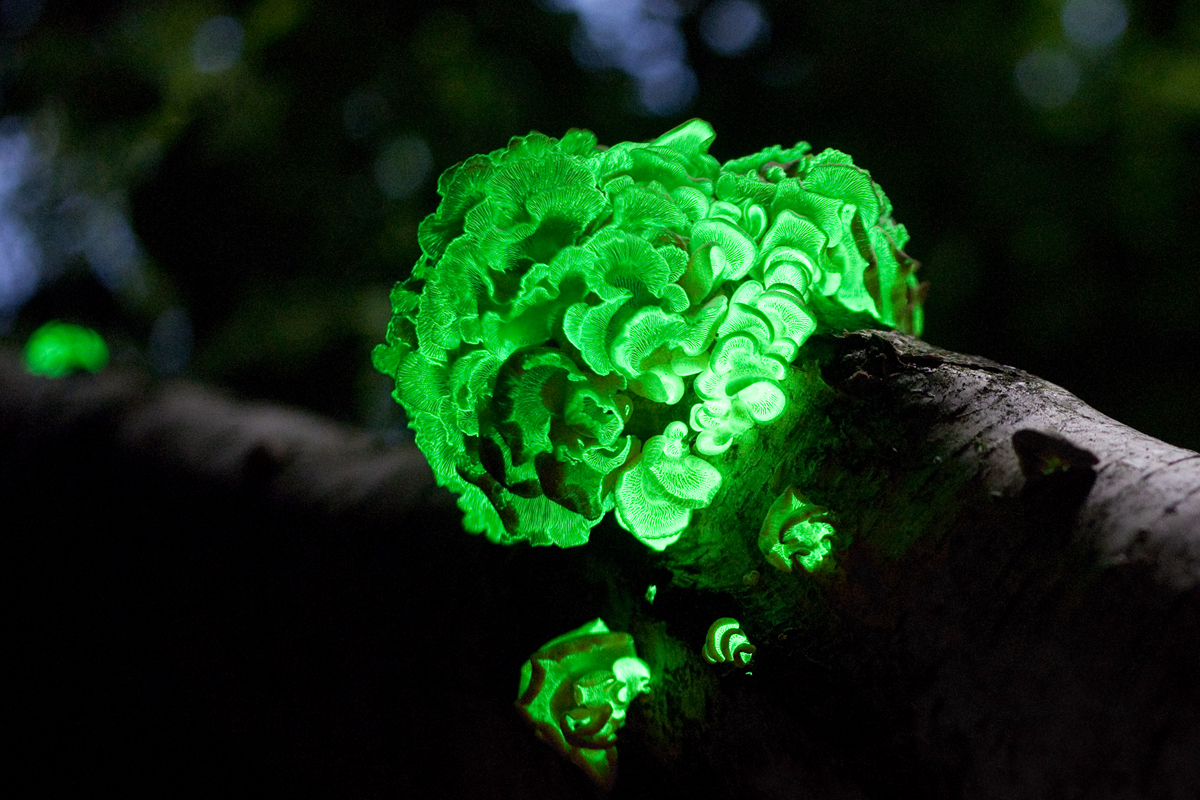
یک قارچ در حال زیست‌تابی

زیست‌تابی (به انگلیسی: Bioluminescence)، به تولید و انتشار نور توسط موجودات زنده که در اثر واکنش‌های شیمیایی در بدن آن‌ها صورت گرفته باشد گفته می‌شود.
در بیشتر زیست‌تابی‌ها ماده‌ای به نام آدنوزین تری‌فسفات دخیل است. در این واکنش نور فرابنفش و فروسرخ ایجاد نمی‌شود بلکه فقط نور سرد تابیده می‌شود. این واکنش شیمیایی ممکن است درون یاخته یا بیرون از آن صورت بگیرد.

## زیست‌تابی در حشرات
حشراتی که از خود نور تولید می‌کنند خیلی محدود بوده و مهم‌ترین آن‌ها عبارتند از بعضی از گونه‌های دم‌فنری‌ها (پادمان)، دوبالان و قاب‌بالان (سخت‌بالپوشان). از بین گونه‌های حشراتی که تولید نور می‌کنند سخت بالپوشان خانوادهٔ کرم شب‌تاب بیشتر از بقیه مورد مطالعه قرار گرفته‌اند.
تشعشع نور بعضی از پادمان ممکن است برای مدتی مداوم بوده یا به‌صورت دوره‌ای باشد (هر ۵ تا ۱۰ ثانیه تشعشع).
لارو بعضی از دوبالان نیز نورزا هستند. آن‌ها معمولاً در غارها زندگی می‌کنند و در آن‌جا از خود دام‌های تار مانندی درست کرده و با تولید نور باعث جلب حشرات ریز می‌شوند و بدین ترتیب آن‌ها را به دام انداخته و مورد تغذیه قرار می‌دهند. عضو تولید نور در این حشرات بسته به گونهٔ آن‌ها متفاوت بوده و ممکن است از قسمت جلو یا انتهای شکم، یا از قسمت انتهایی لوله‌های دفعی و غیره تولید شود.
از گروه سخت بالپوشان گونه‌هایی از خانواده‌های سوسک بهار، سوسک‌های شب‌تاب و کرم شب‌تاب تولید نور می‌کنند. عضو نورزا در این حشرات نیز متفاوت است، به‌طوری‌که در بعضی از آن‌ها در قسمت‌های کناری پیش قفس سینه و در بعضی دیگر در زیر جلد انتهای ناحیه شکمی (کرم شب‌تاب) قرار دارد.
در کرم شب‌تاب عضو تولید نور از یک لایه سلول‌های نورزا (Photocyte) درست شده که در زیر آن لایهٔ دیگری از سلول‌های منعکس‌کنندهٔ نور وجود دارد. این اعضا دارای رشته‌های زیادی از تراشه‌ها یا لوله‌های تنفسی هستند که با رشته‌های عصبی در ارتباط می‌باشند. نور از اکسید شدن ماده ای به نام لوسیفرین (Luciferin) در حضور آنزیم لوسیفریناز (Luciferinase)، اکسیژن، آدنوزین تری‌فسفات و یون‌های منیزیم حاصل می‌شود که نقش مکالماتی داشته و برای نزدیک شدن دو جنس نر و ماده به کار برده می‌شود.
- بیوتکنولوژی و مهندسی ژنتیک

در سال‌های اخیر تلاش‌هایی برای شبیه‌سازی واکنشی که منجر به تولید نور در جانواران زنده با قابلیت زیست تابی همانند کرم شب‌تاب می‌شود که باعث شد در مقیاس آزمایشگاهی چند نوع جانور از جمله ماهی و چند گیاه از جمله گیاه تنباکو با این ویژگی ایجاد شود.

## زیست‌تابی در ژرفای دریا

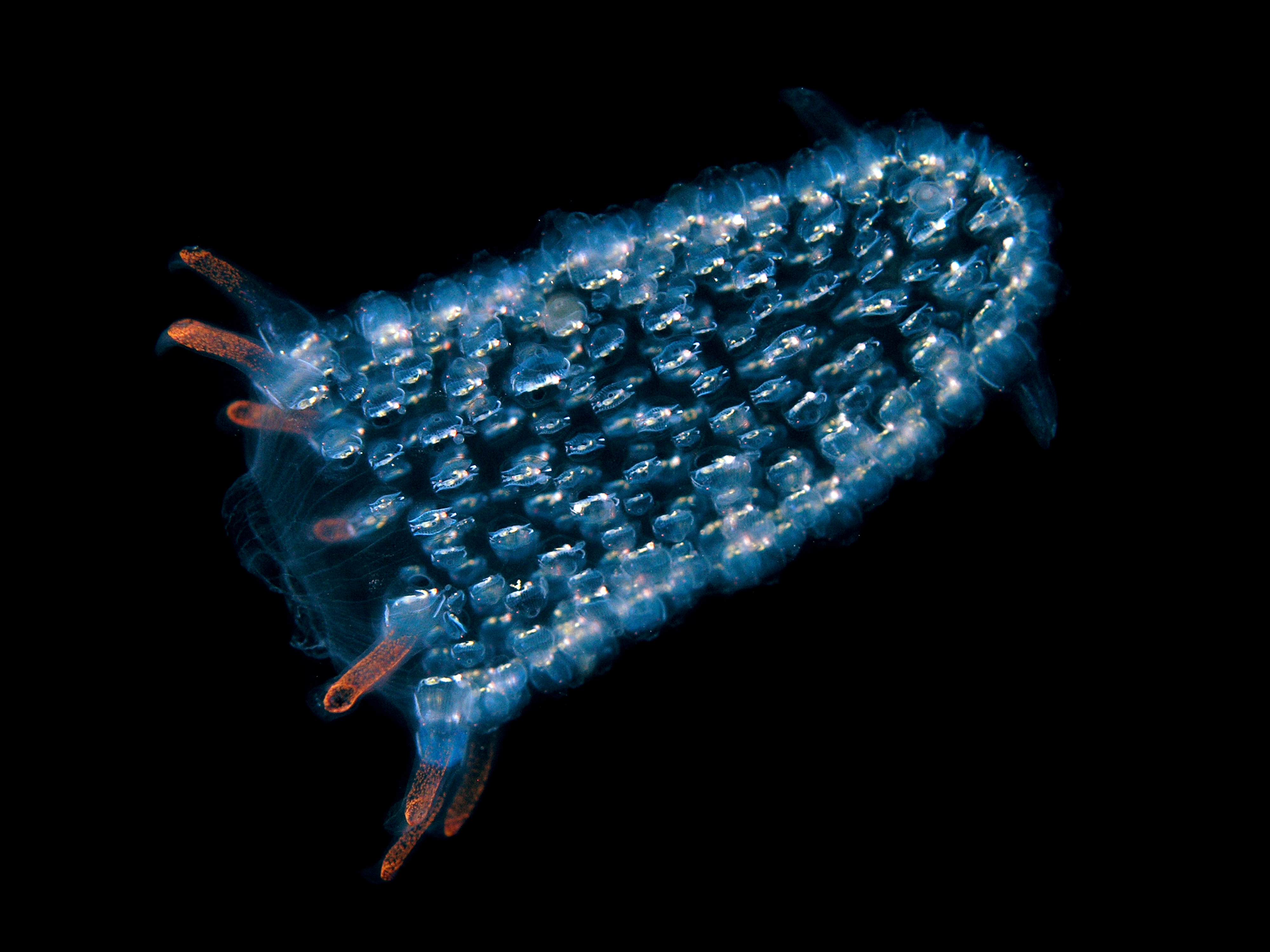
یک آتش‌تن. هر یک از آتش‌تنان در جمع خود نوری آبی‌سبز از خود تولید می‌کنند.

زیست‌تابی در دریا منحصر به موجودات آبهای عمیق نیست. بلکه پدیده ای است که به‌صورت گسترده در دریا رخ می‌دهد. این حالت به شکل دریاهای شب‌تاب زمانی اتفاق می‌افتد که نور از آبهای سطحی توسط تعداد بی‌شماری از میلیون‌ها چرخان‌تاژک‌دار ساطع می‌شود، درحالی‌که زیست‌تابی در دریا گسترش وسیعی دارد ولی در بین موجودات منطقه میان‌لُجه‌ای (مزوپلاژیک) به بالاترین میزان و پیچیده‌ترین حالت خود می‌رسد. در این قسمت بیشترین تعداد موجودات یافت شده‌اند که توانایی تولید نور دارند. سازوکار تولید نور به خوبی از روی مطالعاتی که در مورد موجودات خشکی‌زی مانند کرم شب تاب انجام شده، به‌دست آمده است و سازوکاری مشابه آن توسط موجودات آبزی استفاده می‌شود.
در این واکنش یک ماده به نام لوسیفرین در حضور آنزیم لوسیفراز اکسیده شده و تولید مولکولی می‌کند که متعاقباً نور تولید می‌کند. لوسیفرین و لوسیفراز ممکن است از یک جانور به جانور دیگر تفاوت داشته باشند ولی واکنش آنها در تمام موجودات یکسان است. طیف رنگ تولید شده از یک گونه به گونه دیگر متفاوت است ولی به‌طور کلی در محدوده آبی یا سبز می‌باشد.
تعداد بسیار زیادی از موجودات اعماق نه تنها قدرت تولید نور دارند، بلکه اغلب اندام‌های بسیار پیچیده و توسعه یافته‌ای نیز برای تولید نور دارا می‌باشند. این اندام‌های مولد نور، نوربر نامیده می‌شوند و به‌ویژه در ماهیان و ماهیان مرکب بسیار فراوان هستند ولی در بین دیگر بی‌مهرگان نیز دیده می‌شوند.
بیشترین تعداد جانوران دارای نورزا در قسمت‌های بالایی آبهای عمیق یعنی مزوپلاژیک و باتی‌پلاژیک فوقانی دیده می‌شوند. حضور موجودات دارای خاصیت زیست‌تابی در قسمت‌های عمیق‌تر دریا کاهش می‌یابد.
نورزاها در موجودات آب‌های عمیق چندین نوع مختلف دارند و ساختار آن‌ها از ساده تا پیچیده متفاوت است. ساده‌ترین نورزاها در واقع مجموعه‌ای از یاخته‌های غده‌ای‌شکل است که نور تولید می‌کنند و یا یک غده فنجانی شکل حاوی باکتری‌هایی است که تولیدکننده نور می‌باشند. در هر دو حالت – سلول‌ها یا فنجان‌ها – توسط پرده‌ای از سلول‌هایی با رنگدانه سیاه احاطه شده‌اند.